# Battlelore
Battlelore é uma banda de heavy metal finlandesa formada em 1999 na cidade de Lappeenranta.

## História
Foi fundada em meados de 1999 pelo guitarrista Jyri Vahvanen e pelo baixista Miiki Kokkola. Uniram-se à banda os vocalistas Patrik Mennander, Tommi Havo e o baterista Gorthaur para a gravação da primeira demo, intitulada "Warrior's Tale", que não chegou a ser reconhecido.
Em 2000, Gorthaur é substituído por Henri Vahvanen e Tommi Havo passando a assumir também a guitarra. Lançaram outra demo, intitulada "Dark Fantasy", sendo considerada bem melhor que o lançamento anterior. A demo chegou a agradar a Napalm Records, que logo assinou um contrato com a banda.
Com um bom contrato, a vocalista Kaisa Jouki e a tecladista Maria são convidadas a entrar para banda e em 2002 lançam o elogiado "...Where Shadows Lies", seu primeiro CD oficial. O disco, com 10 faixas, sendo a última, uma faixa escondida. Destacam-se as faixas The Green Maiden e o hit The Grey Wizard. Todas as letras da banda tinham referência na obra O Senhor dos Anéis, do escritor inglês J. R. R. Tolkien.sendo denominada de Folk/Doom Metal.pela sua presença de vocais rasgados/ guturais e vocais femininos.da vocalista Kaisa Jouki
Após o bem sucedido "...Where Shadows Lies", Tommi Havo foi substituído por Jussi Rautio e então a banda começou a preparar seu novo álbum, intitulado "Sword's Song", lançado em 2002, novamente trazendo grandes hits. Desta vez destacando-se Buccanners Inn e Sons of Riddermark, obtendo boa repercussão.
A banda ainda lançou os discos "Third Age Of the Sun" em 2003 e "Evernight" em 2007.

## Membros

### Membros atuais
- Kaisa Jouhki - vocais
- Tomi Mykkänen - vocais
- Jussi Rautio - guitarra
- Jyri Vahvanen - guitarra
- Maria - teclado e flauta
- Timo Honkanen - baixo
- Henri Vahvanen - bateria

### Membros fundadores
- Miika Kokkola - baixo
- Patrik Mennander - vocais
- Tommi Havo - vocais e guitarra
- Gorthaur - bateria

## Discografia

### Discos oficiais
- ...Where Shadows Lies (2002)
- Sword's Song (2003)
- Third Age Of The Sun (2005)
- Evernight (2007)
- The Last Alliance (2008)
- Doombound (lançamento-2011)
- The Return of the Shadow  (2022)

### Discos independentes
- Warriors Tale (1999)
- Dark Fantasy (2000)

### DVDs
- The Journey (2004)